# べえだ
べえだ（VEDA）は、東日本フェリーが運航していたフェリー。

## 概要
第十一函館丸の代船として内海造船瀬戸田工場で建造され、1986年8月に青森 - 函館航路に就航した。
2000年に引退した。
その後、海外売船され、韓国の斗宇海運（DOO WOO SHIPPING）の所有となり、丹東国際航運に用船され東方明珠2（Oriental Pearl 2）として仁川～丹東航路に2000年に就航した。東方明珠6（元・クルーズフェリー飛龍）の就航により、2010年にJeju Worldとなり済州島航路に就航した。2015年にKMP ASIA INNOVATORに船名変更されている。
現在はインドネシアに売却され、AMARISAとして就航中。

## 設計
ぼらん型の3番船である。

## 船内

### 船室
- 特等洋室（2名部屋）
- 1等洋室（4名部屋）
- 2等寝台
- 2等和室
- ドライバー室

### 設備
パブリックスペース
- 案内所
- ロビー
- 多目的ホール

供食・物販設備
- 売店
- 自動販売機

入浴設備
- シャワールーム

娯楽設備
- ゲームコーナー

## 事故・インシデント

### 貨物船との衝突
1994年1月29日、8時31分ごろ、室蘭港を出港して青森港へ向かう際、室蘭港の航路東端付近で、入港しようとしていたセメント運搬船芙蓉丸と衝突した。衝突により、本船は左舷中央部の車両甲板の外板に破口を伴う凹損、芙蓉丸は正船首上部が圧壊した。事故原因は、航路外から航路に向かう本船が、航路を航行していた第三芙蓉丸の進路を避けなかったことされたが、第三芙蓉丸が警告信号を行わず、衝突回避措置をとらなかったことも一因とされた。